# Most Podbaba – Troja
Most Podbaba–Troja je zamýšlený nízkovodní most přes Vltavu spojující pražské čtvrtě Podbaba a Troja, který je zanesen v územním plánu hlavního města Prahy v trase přes severní cíp Císařského ostrova, nedaleko jižně od podbabského přívozu. Na levém břehu má být úrovňově napojen do Podbabské ulice, na pravém břehu se má v trase dnešní cesty podél jižního okraje areálu České zemědělské univerzity a severně od objektu Bosna (mezi Podhořím a zoologickou zahradou) napojit do ulice Pod Hrachovkou. Most by měl sloužit místní automobilové, cyklistické, a pěší dopravě, případně i autobusové, některé neoficiální úvahy zahrnují i propojení uvažovaných tramvajových tratí v Podbabě a na trojském břehu.
V médiích, ani odborných, nebyl záměr mostu zatím výrazněji popularizován ani nebyl upřesněn termín možné realizace. Byl zmíněn například při projednávání cyklistické dopravy na jednání dopravního výboru městského zastupitelstva v dubnu 2008. Nízkovodní most přes Vltavu je zmíněn i v Modré knize rozvoje Prahy 6 z roku 2005. Výstavba mostu je (vzájemně) podmíněna dokončením severní části Pražského okruhu pro tranzitní dopravu, zejména bývá spojována se suchdolským mostem.